# Webb City (Oklahoma)
Webb City es un pueblo del condado de Osage, Oklahoma, Estados Unidos. Tiene una población estimada, a mediados de 2023, de 60 habitantes.

## Geografía
Webb City se encuentra ubicado en las coordenadas 36°48′30″N 96°42′48″O / 36.80833, -96.71333 (36.808308, -96.71331).

## Demografía
Según la estimación 2018-2022 de la Oficina del Censo, los ingresos medios de los hogares de la localidad son de $28,333 y los ingresos medios de las familias son de $40,500. Alrededor del 22.9% de la población está por debajo de la línea de pobreza.